# 555 (číslo)
Pět set padesát pět je přirozené číslo. Následuje po čísle pět set padesát čtyři a předchází číslu pět set padesát šest. Římskými číslicemi se zapisuje DLV a řeckými číslicemi φνε.

## Matematika
555 je:
- Deficientní číslo
- Složené číslo
- Palindromické číslo
- Nešťastné číslo

## Astronomie
- (555) Norma je planetka hlavního pásu, kterou objevil v roce 1905 Max Wolf

## Roky
- 555
- 555 př. n. l.